# Cléo (futebolista)
Cléverson Gabriel Córdova, mais conhecido como Cléo (Guarapuava, 9 de agosto de 1985), é um ex-futebolista brasileiro naturalizado sérvio que atuava como atacante.

## Carreira

### Início no futsal
Cléo começou atuando no futebol de salão (futsal) e sua primeira equipe foi a Associação Atlética Batel, em sua cidade de origem.

### Início nos gramados pelo Comercial
Nos campos, começou profissionalmente no Comercial de Ribeirão Preto.

### Passagem por Portugal
Logo após destacar-se no Comercial de Ribeirão Preto, foi negociado com o Olivais Moscavide, em 2004.
Após apenas treze jogos, tendo marcado sete gols, saiu do clube devido a problemas com seu visto de trabalho.

### Atlético Paranaense
Retornou ao Brasil para defender o Atlético Paranaense.

### Empréstimo à Ferroviária e rápido retorno ao Atlético
Logo após sua chegada no Atlético Paranaense, o clube emprestou-lhe a Ferroviária, destacando-se e retornando ao clube paranaense, onde não agradou, jogando poucas partidas.

### Empréstimo ao Figueirense
Emprestado ao Figueirense em 2005, tampouco foi aproveitado. Com sua situação contratual normalizada, voltou ao Olivais, com o qual ainda tinha contrato.

### Retorno ao Olivais Moscavide e empréstimo ao Estrela Vermelha
Na primeira temporada no clube português, marcou apenas quatro gols em 28 jogos. Porém, na seguinte, acabou por se tornar o artilheiro da equipe na temporada, destacando-se e sendo emprestado ao Estrela Vermelha em 2008.

### Saída do Estrela Vermelha e venda ao Partizan
Após uma temporada no clube, marcando oito gols em vinte partidas, foi vendido pelo Olivais ao arquirrival Partizan. Sua transferência para a equipe causou escândalo na Sérvia.Foi o primeiro jogador em vinte anos a jogar pelos dois clubes consecutivamente e, dos doze jogadores que já atuaram nos dois principais rivais do futebol sérvio, Cléo é o único estrangeiro.
No Partizan foi artilheiro da equipe na temporada 2009–10 e, no começo da de 2010–11, foi o herói das classificações da equipe à fase de grupos da Liga dos Campeões da UEFA, marcando oito gols em seis partidas nas fases preliminares. Na fase seguinte, porém, o time foi eliminado com seis derrotas em seis partidas, tendo somado apenas dois gols, ambos marcados por Cléo. Seu bom desempenho lhe renderia a naturalização com a possibilidade de fazê-lo atuar pela Seleção Sérvia.

### China: Guangzhou Evergrande
Em fevereiro de 2011, foi contratado pelo Guangzhou Evergrande, da China, após recusar um convite do técnico Roy Hodgson para atuar no Liverpool. Cléo afirmou que a questão financeira pesou na sua decisão para ir para o Oriente. O treinador afirmou que Cléo era uma "Máquina de Gols".
"Poderia estar até hoje na Europa jogando que não teria conquistado financeiramente o que conquistei nos quatro anos de China. Eu teria que jogar a carreira toda na Europa e trabalhar um tempo como técnico pra chegar perto." — Cléo.

### Empréstimo ao Kashiwa Reysol
Em janeiro de 2013, foi emprestado ao Kashiwa Reysol, do Japão, por um ano.

### Atlético Paranaense – Terceira passagem
Em maio de 2014, foi anunciado como reforço do Atlético Paranaense.

### Goiás
Em fevereiro de 2016, Cléo acertou com o Goiás.

## Títulos
FK Partizan
- Campeonato da Sérvia: 2010, 2011

Guangzhou Evergrande
- Super Liga Chinesa: 2011, 2012
- Copa da China: 2012

Kashiwa Reysol
- Copa do Imperador: 2013
- Copa da Liga Japonesa: 2013

Goiás
- Campeonato Goiano: 2016